# Гамбит Льюиса
Гамбит Льюиса — гамбитное продолжение дебюта слона, возникающее после ходов: 
 1. e2-e4 e7-e5 
 2. Cf1-c4 Cf8-c5 
 3. d2-d4.
Относится к открытым началам.

## История
Назван по имени Уильяма Льюиса, одного из лучших шахматистов Англии XIX века. Основная идея дебюта — атака пункта «f7», но при правильной игре чёрные не испытывают затруднений.

## Основные варианты
- 3. …e5:d4?! 4. Cc4:f7+ Kpe8:f7 5. Фd1-h5+ g7-g6 6. Фh5:c5 — основная идея гамбита.
- 3. …Cc5:d4 4. Kg1-f3 Фd8-f6 5. Kf3:d4 e5:d4 6. 0-0 Kb8-c6 7. f2-f4 d7-d6 8. Cc4-b5 Cc8-d7 — у чёрных нет трудностей.